# Trinkaus-Palais
Das Trinkaus-Palais (oder Villa des Bankiers Trinkaus) befand sich an der Hofgartenstraße 14 in Düsseldorf. Max Trinkaus, bekannter Düsseldorfer Bankier, bewohnte ab 1892 die nach ihm benannte Villa. Das im Stil des Historismus von der Architektengemeinschaft Boldt & Frings erbaute Palais mit seinen repräsentativ gestalteten Fassaden zum Hofgarten und am Corneliusplatz zeichnete sich laut dem Düsseldorfer Architekten und Ingenieurverein durch seine Größe aus. Das zuletzt vom Wohnungsamt genutzte Gebäude erlitt bei einem Luftangriff vom 23. April 1944 Bombenschäden und wurde später abgebrochen. Heute steht an seiner Stelle der Kö-Bogen.

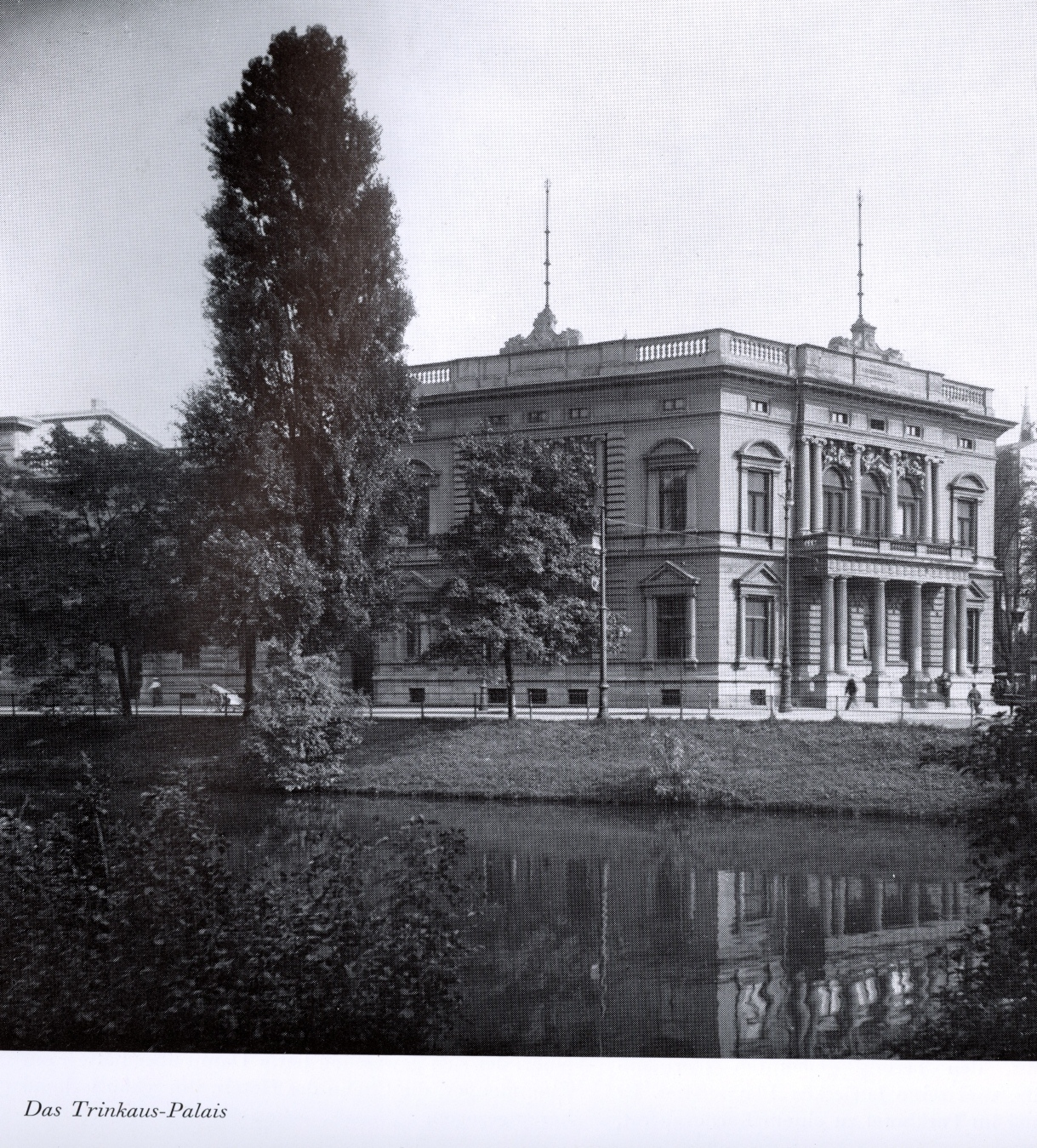
Trinkaus-Palais

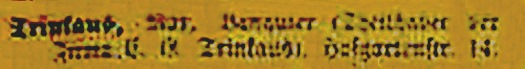
Trinkaus Max Banquier (Teilhaber der Firma C.G. Trinkaus) Hofgartenstr. 14 (Quelle Düsseldorfer Adressbuch 1892)

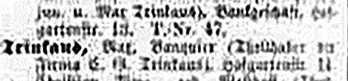
Trinkaus, Max Banquier (Teilhaber der Firma C.G.Trinkaus) Hofgartenstr. 14 (Düsseldorfer Adressbuch 1893).

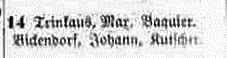
(Hofgartenstraße) 14 Trinkaus, Max Baquier (Düsseldorfer Adressbuch 1899).

## Lage und Umgebung
Die Hofgartenstraße begrenzte ursprünglich den Hofgartenweiher Landskrone. Vor der Zerstörung befanden sich dort bürgerliche Stadtpalais an der Straße. An der Hofgartenstraße war die Lage „exquisit“: So lebten die Bankiers Christian Gottfried Trinkaus senior und junior, die reichen Rentner Franz von Heister, Friedrich Krall, Eberhard Thieme, Theodor Dietze, Sanitätsrat Richard Hasenclever und einige adlige Offiziere dort. Eberhard Thieme, Gemeinderat, trat neben Baum, Stein und Cretschmar als Direktor der Niederrheinischen Dampfschleppschiffahrtsgesellschaft auf.
Das Gebäude befand sich am Corneliusplatz am Südende des Hofgartens, unweit des im Jahre 1879 errichteten Denkmals für den Maler Peter von Cornelius. Der Platz bildete vor 1945 die „Verbindung vom Hofgarten zum städtischen, bebauten Raum mit den Bauten des Parkhotels auf der westlichen und der Trinkausbank auf der östlichen Seite“ Anstelle des ehemaligen Trinkauspalais und der übrigen Gebäude wurde in den 1950er Jahren der Jan-Wellem-Platz geschaffen. Dieser sollte als Endpunkt der neu entstandenen Berliner Allee den Verkehr aufnehmen. In der Folge verliefen dort mehrspurige Verkehrsachsen sowie die Rampe der Tausendfüßler genannten Autohochstraße, die von Friedrich Tamms konzipiert und umgesetzt wurde. Die Hochstraße wurde 1962 eröffnet und später wegen ihrer besonderen Gestaltung unter Denkmalschutz gestellt. 2013 wurde die Hochstraße gegen erhebliche Proteste abgerissen. Auf dem Jan-Wellem-Platz wurde das Projekt Kö-Bogen verwirklicht, dessen Grundstück auch das des ehemaligen Trinkaus-Palais mit einschließt.

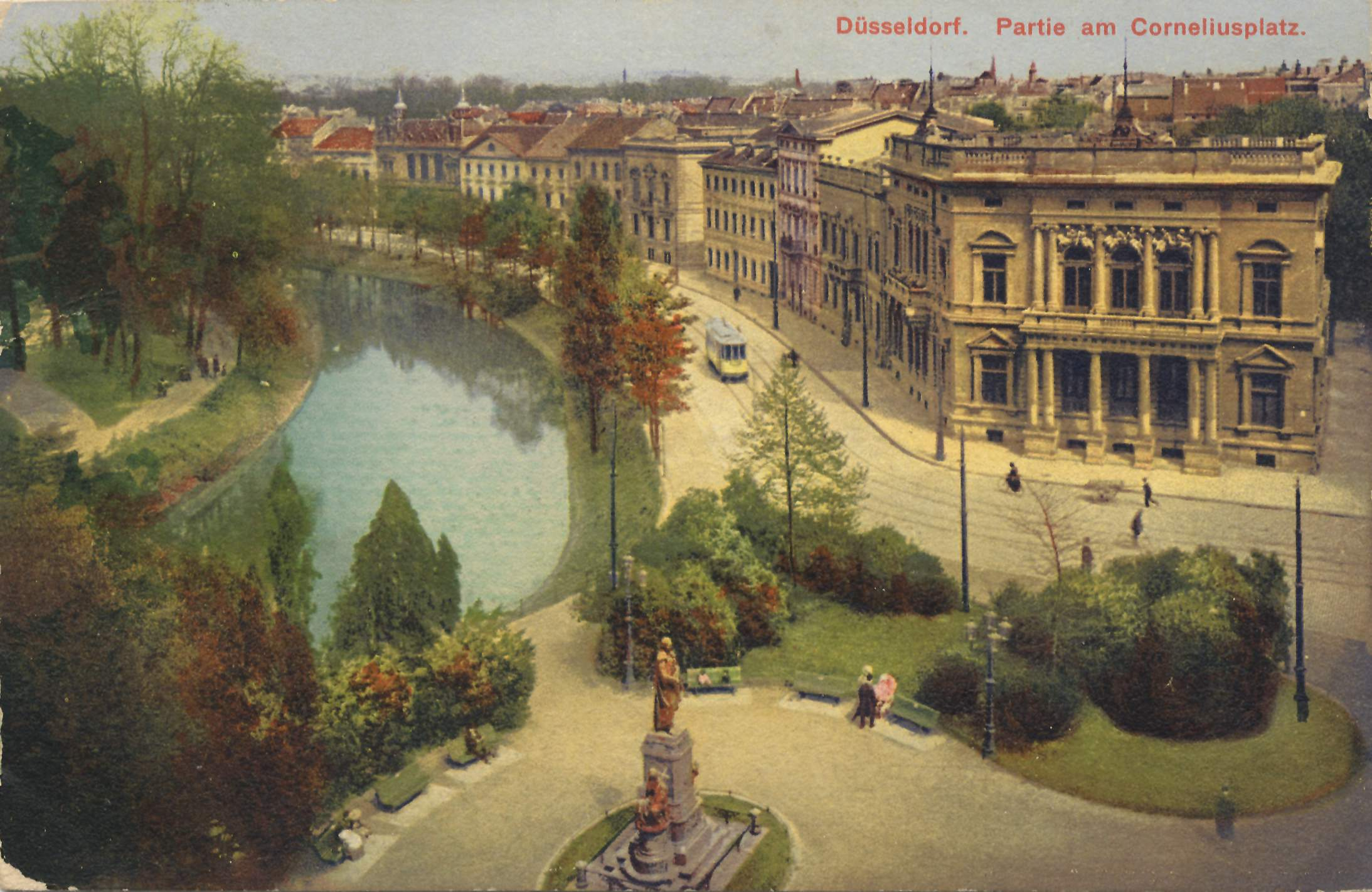
Düsseldorf Hofgartenstraße Corneliusplatz im Jahre 1900

## Beschreibung
Rudi vom Endt beschreibt in Düsseldorf – So wie es war das Trinkaus-Palais. Das Palais wurde nach seinem Bewohner, dem im Jahre 1929 kinderlos verstorbenen Kommerzienrat Max Trinkaus (1866–1929) benannt, der in den Düsseldorfern Adressbüchern für die Jahre 1892, 1893, 1899 und 1900 nachweisbar ist. Max war Teilhaber des Bankenhauses C. G. Trinkaus, dem ältesten Privatbankgeschäft Düsseldorfs, Mitglied der Handelskammer und galt als „weltgewandter Finanzmann“ sowie als eine „der markantesten Persönlichkeiten der Stadt“. So unterstützte Trinkaus die kulturellen Angelegenheiten Düsseldorfs sehr. Privat war er begeisterter Reserveoffizier der „Düsseldorfer Ulanen“ und ein Freund von Walter Bürhaus (1872–1922), dem geschäftstüchtigen Direktor der Düsseldorfer Filiale der Deutschen Bank.

„Das Trinkaus-Palais an der Ecke Hofgartenstraße und Schadowplatz bewohnte der Kommerzienrat Max Trinkaus, Teilhaber des Bankenhauses C. G. Trinkaus, des ältesten Düsseldorfer Privatbankgeschäfts. Der weltgewandte Finanzmann war um die Jahrhundertwende eine der markantesten Persönlichkeiten der Stadt, deren kulturelle Belange er nach Kräften förderte. Als echter Düsseldorfer wandelte er gerne über die Königsallee, zumeist mit Walter Bürhaus, dem erfolgreichen Direktor der Deutschen Bank. Er legte großen Wert auf repräsentatives Auftreten und gepflegte Erscheinung; so probierte er einen Anzug wohl siebenmal an und bestellte Maßschuhe nie unter sechs Paar […] Er war Reserveoffizier des Westfälischen Ulanenregiments Nr. 5, der ‚Düsseldorfer Ulanen‘. Ritt der Kommandeur […] vorbei, versäumte er nie, am Fenster seines Kameraden anzuklopfen, um ein bißchen Stadtklatsch auszutauschen […]“

Das Haus Hofgartenstraße 14 in Düsseldorf wurde nach Entwürfen der Düsseldorfer Architektengemeinschaft Boldt & Frings erbaut. Das Palais zeichnete sich durch seine Größe aus: Es war eine „Anlage grossen Stils […] Der Grundriss zeigt[e] bei bedeutender Flächenausdehnung eine Anlage grosser Räume, die unter sich zusammenhängend um die Halle gruppiert sind.“ Das Gebäude wurde im Rahmen der Gestaltung des Corneliusplatzes im Jahre 1879 als Baublock zusammen mit einem Denkmal des ehemaligen Direktors der Düsseldorfer Kunstakademie errichtet.

Bilder
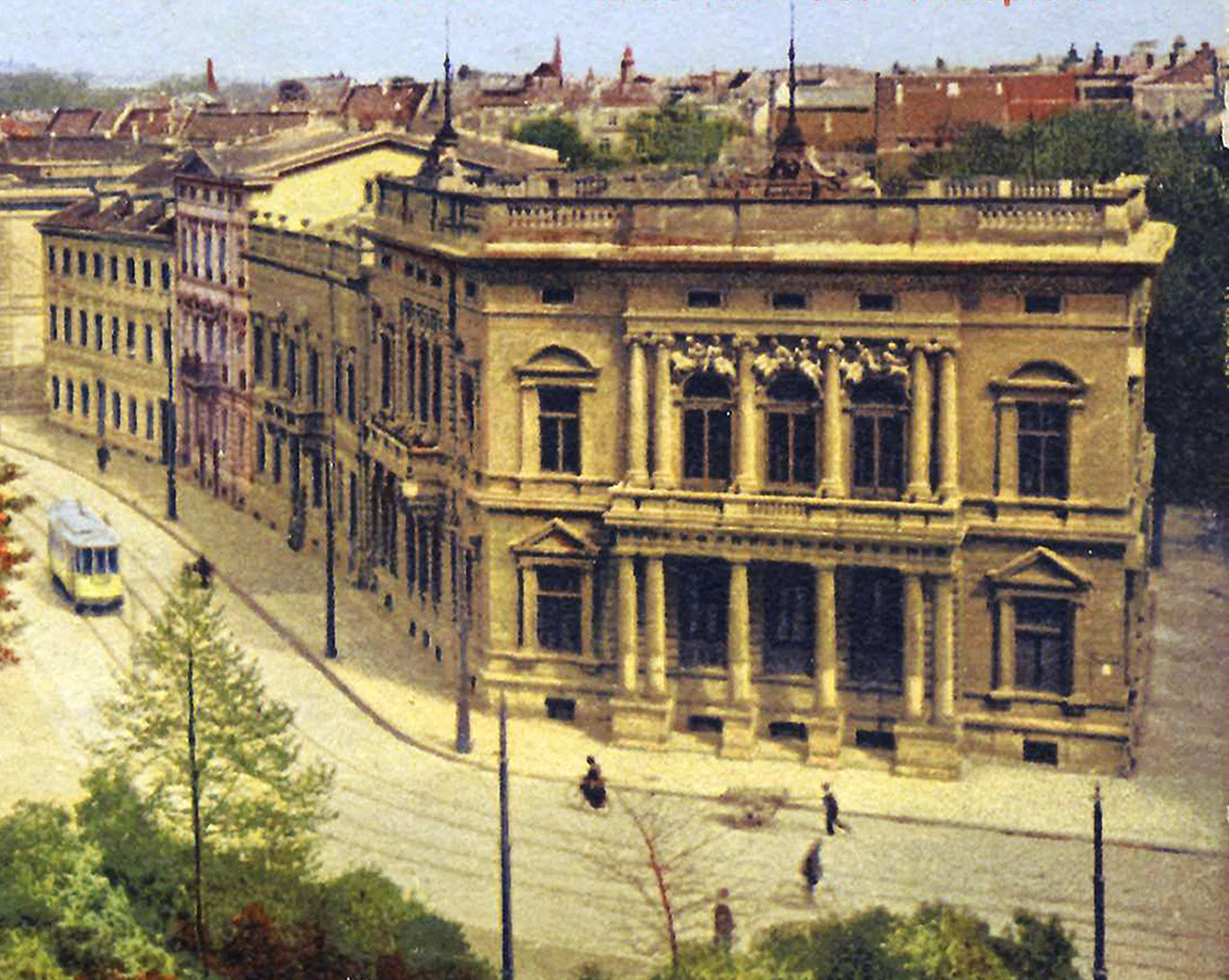
Trinkaus-Palais um 1900
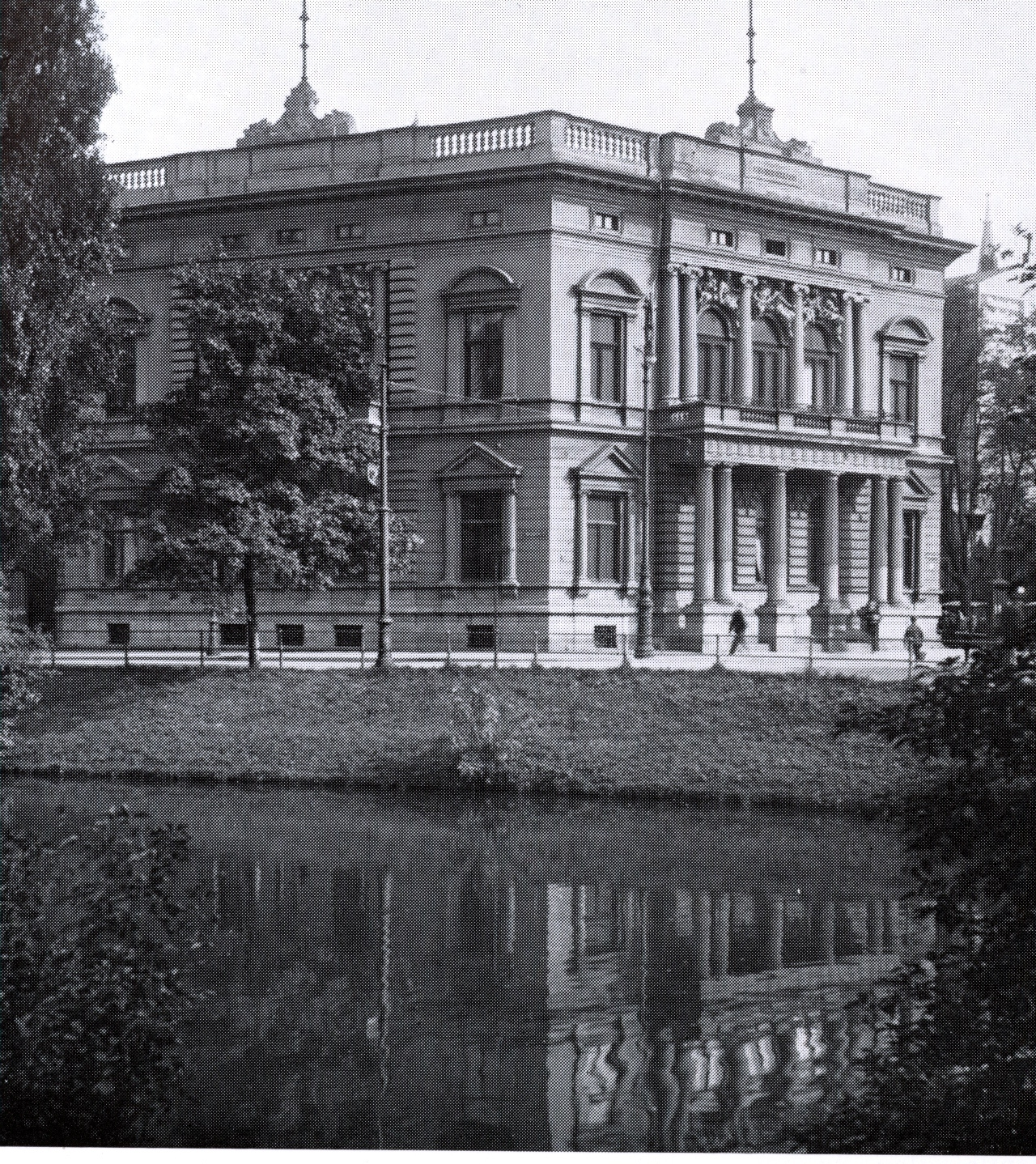
Blick vom Hofgarten auf das Trinkaus-Palais
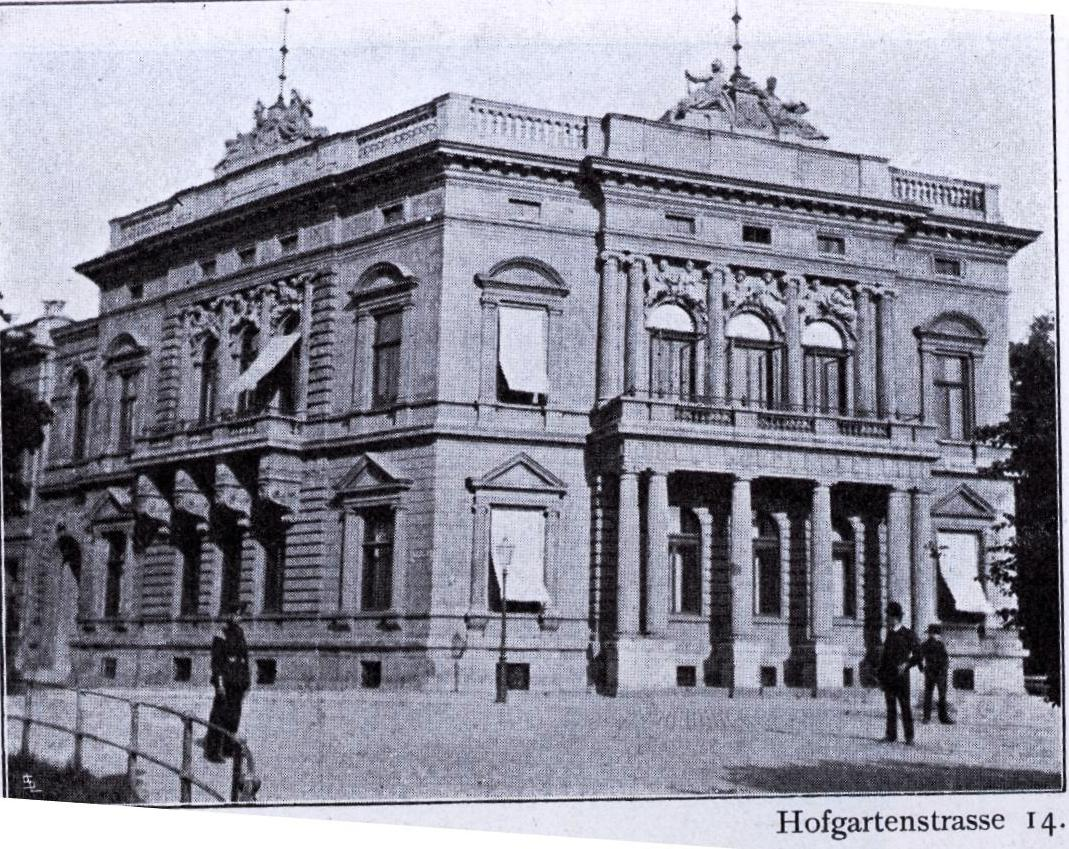
Blick vom Corneliusplatz auf das Trinkaus-Palais
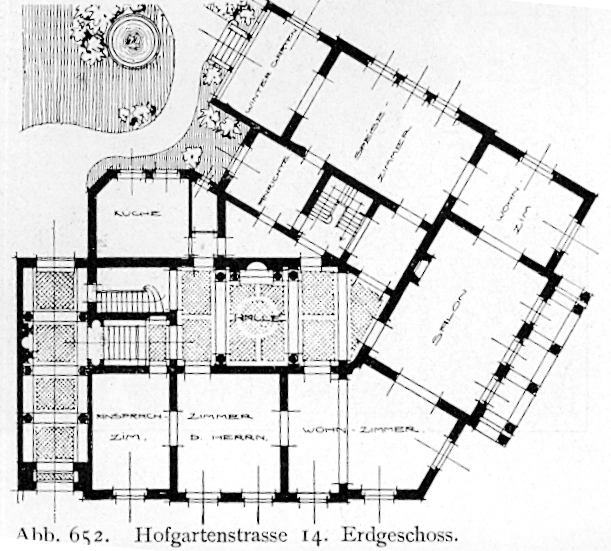
Haus Hofgartenstraße 14, Grundriss